# Ролт, Тони
То́ни Ролт (англ. Tony Rolt, 10 октября 1918, Бордон, Хэмпшир — 6 февраля 2008) — британский автогонщик. Гоночную карьеру начал в конце 30-х годов. После участия в войне в составе армии Великобритании Ролт продолжил выступления, и в мае 1950 года принял участие в Гран-при Великобритании — первом этапе нового чемпионата мира Формулы-1. Участие оказалось очень коротким — заменив Питера Уокера за рулем его ERA всего через два круга после старта, Ролт сам смог пройти только три круга, после чего сошёл. В дальнейшем гонщик стартовал ещё два раза, в 1953-м и 1955-м году, но до финиша так ни разу и не добрался. Существенно больший успех сопутствовал ему в соревнованиях на выносливость — в паре с Данканом Хэмилтоном на Jaguar он выиграл знаменитый марафон «24 часа Ле-Мана».
После завершения выступлений в гонках Ролт проявил свои качества инженера, разработав Ferguson P99 — единственную полноприводную машину, выигравшую гонку Формулы-1 (Стирлинг Мосс на внезачетном этапе — Золотом кубке в Оултон-Парке в 1961-м).

## Результаты в Формуле-1
| Легенда к таблице |                                                                    |
| --- | ------------------------------------------------------------------ |
| В таблице перечислены результаты всех Гран-при Формулы-1, в которых принимал участие гонщик. Строками таблицы являются сезоны, столбцами — этапы чемпионата мира. В каждой клетке указаны сокращённое название этапа и результат, дополнительно обозначенный цветом. Расшифровка обозначений и цветов представлена в нижеследующей таблице. |                                                                    |
| \| Пример \| Описание \| \| ------------ \| ------------------------------------------------------------------ \| \| 1 \| Победитель \| \| 2 \| Второе место \| \| 3 \| Третье место \| \| 5 \| Финишировал, заработав очки \| \| Сход \| Не финишировал, но при этом заработал очки \| \| 12 \| Финишировал, не получив очков \| \| НКЛ \| Финишировал, но не попал в финальную классификацию \| \| 15 \| Участвовал вне зачёта, либо по отдельной классификации \| \| 18 \| Не финишировал, но попал в финальную классификацию \| \| Сход \| Не финишировал \| \| НКВ \| Не прошёл квалификацию \| \| НПКВ \| Не прошёл предквалификацию \| \| ДСК \| Дисквалифицирован \| \| ИСК \| Исключён из протокола соревнований \| \| ТТ \| Заявлен для участия только в тренировках \| \| НС \| Участвовал в квалификации, но не стартовал в гонке \| \| Т \| Травмирован или болен \| \| ОТК \| Отказ от участия \| \| НТР \| Прибыл на соревнования, но на трассу не выезжал \| \| НПР \| Был заявлен в числе участников, но не прибыл к началу соревнований \| \| О \| Соревнования отменены \| \| \| Не участвовал \| \| Поул-позиция \| \| \| Быстрый круг \| \| |                                                                    |
| Пример | Описание                                                           |
| 1 | Победитель                                                         |
| 2 | Второе место                                                       |
| 3 | Третье место                                                       |
| 5 | Финишировал, заработав очки                                        |
| Сход | Не финишировал, но при этом заработал очки                         |
| 12 | Финишировал, не получив очков                                      |
| НКЛ | Финишировал, но не попал в финальную классификацию                 |
| 15 | Участвовал вне зачёта, либо по отдельной классификации             |
| 18 | Не финишировал, но попал в финальную классификацию                 |
| Сход | Не финишировал                                                     |
| НКВ | Не прошёл квалификацию                                             |
| НПКВ | Не прошёл предквалификацию                                         |
| ДСК | Дисквалифицирован                                                  |
| ИСК | Исключён из протокола соревнований                                 |
| ТТ | Заявлен для участия только в тренировках                           |
| НС | Участвовал в квалификации, но не стартовал в гонке                 |
| Т | Травмирован или болен                                              |
| ОТК | Отказ от участия                                                   |
| НТР | Прибыл на соревнования, но на трассу не выезжал                    |
| НПР | Был заявлен в числе участников, но не прибыл к началу соревнований |
| О | Соревнования отменены                                              |
| | Не участвовал                                                      |
| Поул-позиция |                                                                    |
| Быстрый круг |                                                                    |

| Сезон | Команда                | Шасси            | Двигатель          | Ш | 1        | 2   | 3   | 4   | 5   | 6        | 7   | 8   | 9   | Место | Очки |
| ----- | ---------------------- | ---------------- | ------------------ | - | -------- | --- | --- | --- | --- | -------- | --- | --- | --- | ----- | ---- |
| 1950  | Частная заявка         | ERA E            | ERA 1,5 L6С        | D | ВЕЛ Сход | МОН | 500 | ШВА | БЕЛ | ФРА      | ИТА |     |     | —     | 0    |
| 1953  | RRC Walker Racing Team | Connaught A Type | Lea Francis 2,0 L4 | D | АРГ      | 500 | НИД | БЕЛ | ФРА | ВЕЛ Сход | ГЕР | ШВА | ИТА | —     | 0    |
| 1955  | RRC Walker Racing Team | Connaught B Type | Alta 2,5 L4        | D | АРГ      | МОН | 500 | БЕЛ | НИД | ВЕЛ Сход | ИТА |     |     | —     | 0    |